# Елизаветинская крепость (Гавайи)
Елизаветинская крепость или Форт Елизаветы (англ. Russian Fort Elizabeth — «Российский форт Елизаветы») — бывшая российская крепость на острове Кауаи (штат Гавайи, США), построенная в 1816—1817 годах под руководством сотрудника Российско-американской компании Георга Шеффера (1779—1836) силами местных жителей. Строительство крепости являлось частью плана Шеффера по созданию на острове колонии и присоединению Гавайев к Российской империи, однако уже летом 1817 года Кауаи были оставлены русскими под давлением гавайцев и американцев. В настоящее время Елизаветинская крепость является историческим парком.

## Появление русских на Гавайях

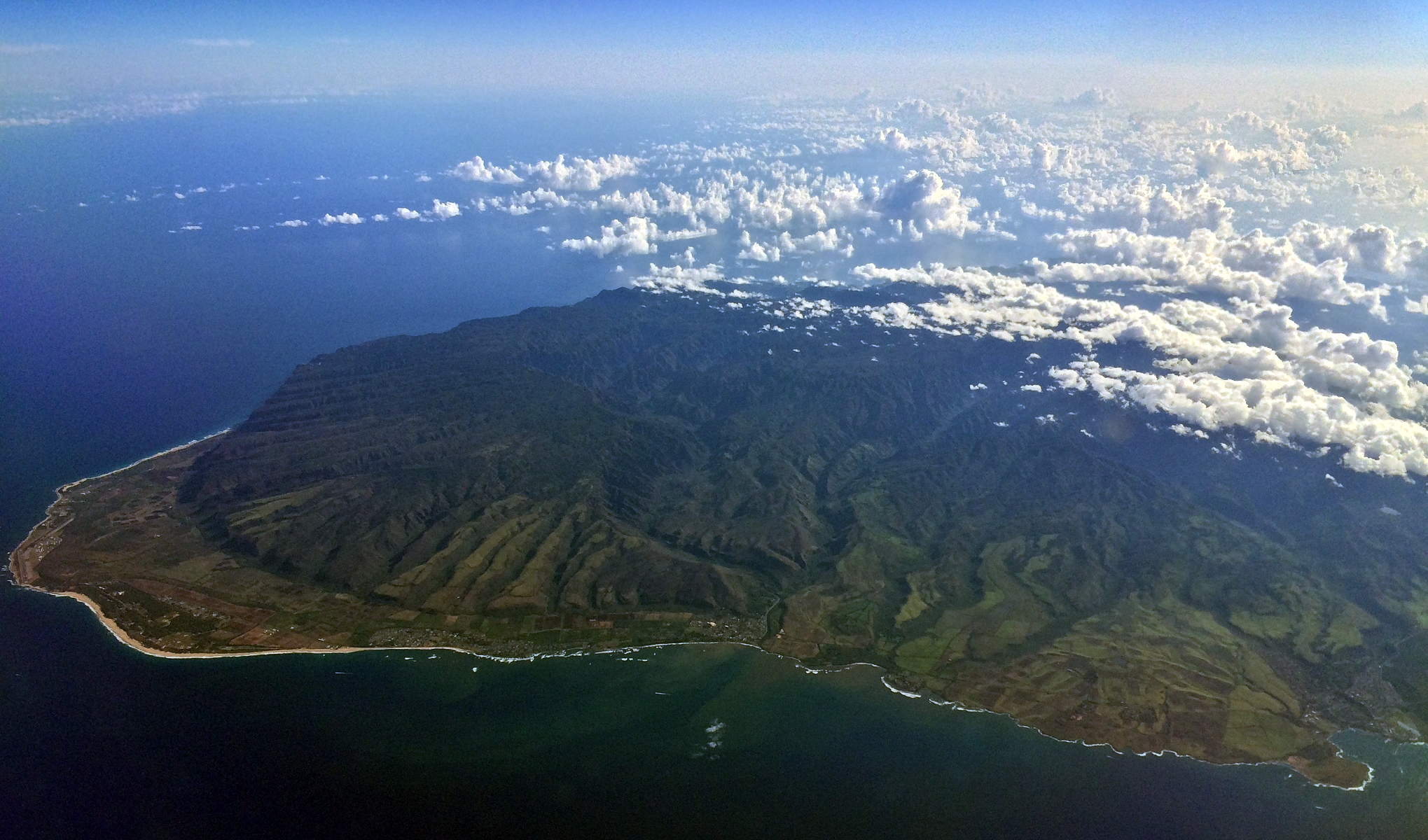
Вид с самолёта на остров Кауаи

Впервые европейцы (3-я экспедиция Джеймса Кука) достигли берегов Гавайских островов в 1778 году. К началу XIX века 6 основных островов архипелага были объединены под властью короля Камеамеа I (1752—1819). Лишь Кауаи и Ниихау находились в руках короля Каумуалии, в 1810 году ставшего вассалом Камеамеа.
В 1804 году, в рамках первой русской кругосветной экспедиции под руководством Н. П. Резанова, Гавайи впервые посетили русские: сюда зашли корабли «Надежда» и «Нева», под командованием И. Ф. Крузенштерна и Ю. Ф. Лисянского. Были установлены отношения и с Камеамеа, и с Каумуалии. Уже тогда последний выразил желание перейти в подданство России, если империя согласится защитить его от посягательств Камеамеа. Вскоре с островами завязывает торговлю Российско-Американская компания. Несколько раньше на Гавайи проникли «бостонские корабельщики», торговавшие с Китаем, русскими колониями и Калифорнией.

## Основание форта

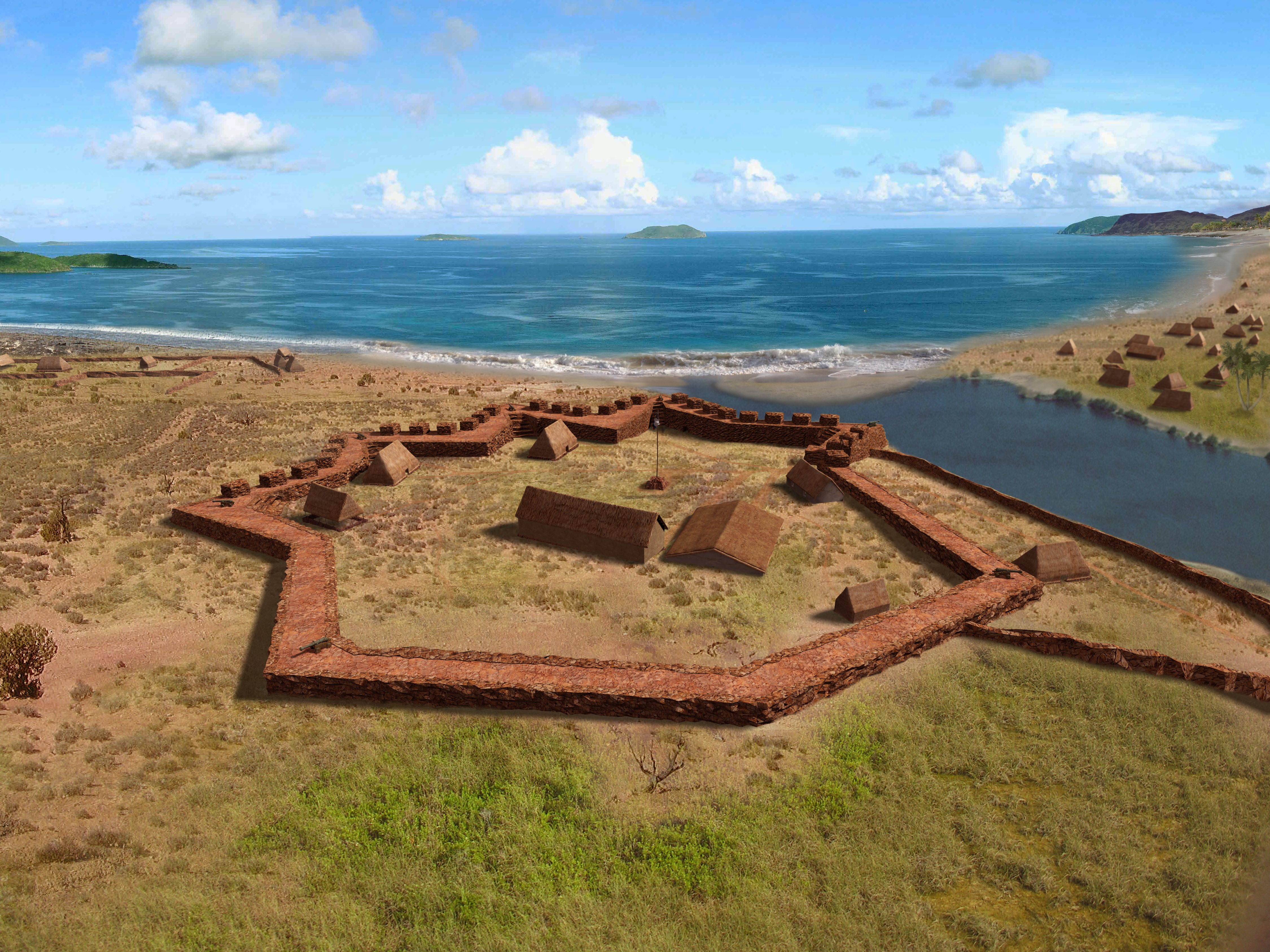
Вид на крепость с высоты птичьего полета. Реконструкция А. Молодина и П. Миллса, 2015

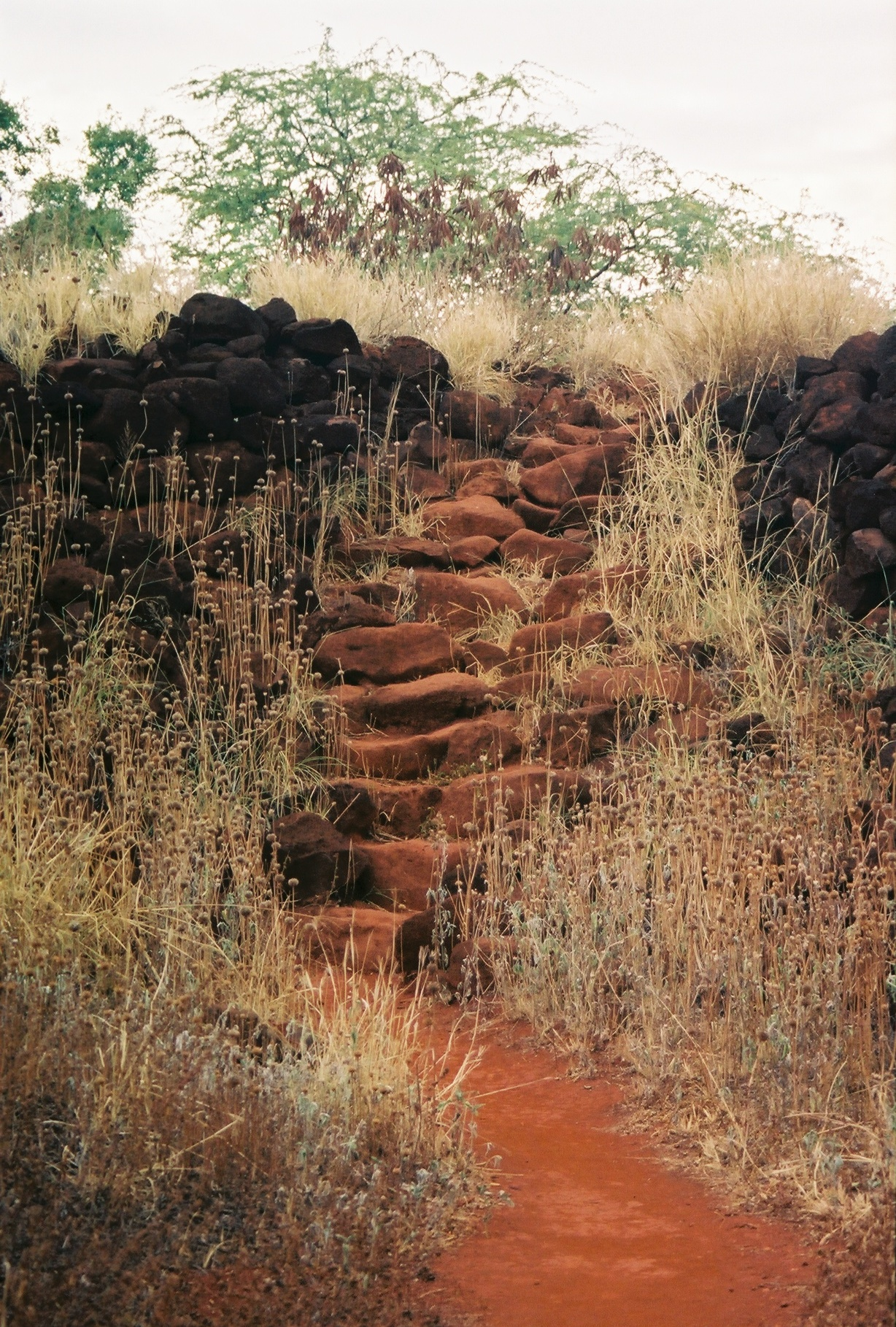
Каменная лестница в крепости Елизаветы. 2007

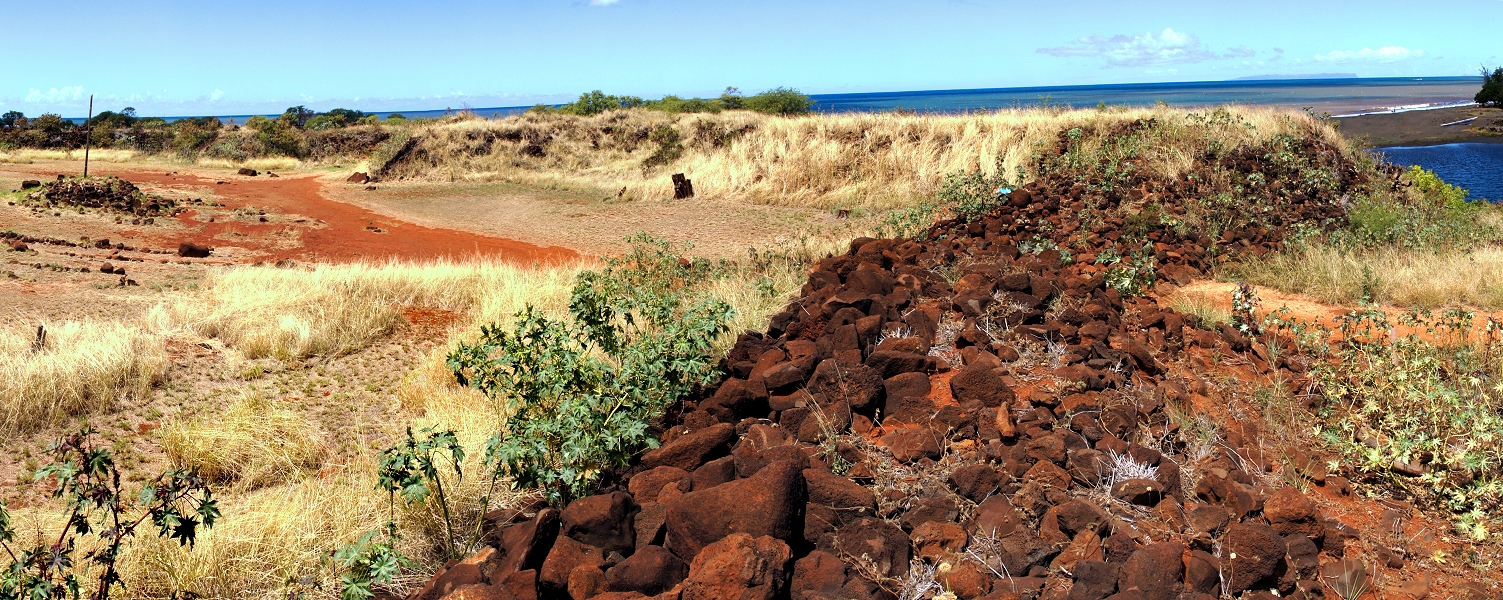
Стена и внутренний двор крепости. Июнь, 2017

В январе 1815 года на берегах острова Кауаи потерпел крушение корабль компании «Беринг». Вместе с грузом на сумму 100 тысяч рублей судно было захвачено Каумуалии. Осенью того же года А. А. Баранов отправил на борту американского судна «Изабелла» на Гавайи доктора Георга Антона Шеффера (русские называли его Егором Николаевичем), немца по происхождению, которому было поручено завоевать расположение Камеамеа, добиться торговых привилегий и после этого поставить вопрос о возмещении ущерба, связанного с захватом корабля «Беринг».
В ноябре 1815 года Шеффер приплыл на Гавайи. После удачного курса лечения Камеамеа и его жены завоевал «дружбу и доверие великого короля», который даровал Шефферу несколько десятков голов скота, рыболовные угодья, землю и здания под факторию. Однако затем переговоры расстроились, и в мае 1816 на подошедших русских кораблях «Открытие» и «Ильмена» Шеффер отплыл на Кауаи. Каумуалии оказался рад возможности получить сильного союзника и с его помощью возвратить независимость. 21 мая (2 июня) он в торжественной обстановке просил Александра I принять свои владения под покровительство, клялся в верности российскому скипетру, обещал возвратить «Беринг» и его груз, дал компании монополию на торговлю сандаловым деревом и право беспрепятственного учреждения на своих территориях факторий.
1 (13) июня Каумуалии по тайному договору выделил Шефферу 500 человек для завоевания островов Оаху, Ланаи, Мауи, Молокаи и прочих, а также обещал всяческую помощь в строительстве русских крепостей на всех островах. Шеффер купил для Каумуалии шхуну «Лидия» и договорился о покупке у американцев вооружённого корабля «Авон» (англ. Avon). Окончательно оформить и оплатить сделку должен был Баранов. Стоимость кораблей Каумуалии обязался возместить компании сандаловым деревом.
Шефферу и его людям королём было пожаловано несколько гавайских селений и ряд территорий, где Шеффер произвёл серию переименований: долину Ханалеи назвал Шефферталь (долина Шеффера), реку Ханапепе — Доном. Дал он русские фамилии (Платов, Воронцов) и местным вождям[2]
Во владениях Каумуалии Шеффер силами предоставленных ему королём нескольких сотен работников разбил сады, построил здания для будущей фактории и три крепости:
- Земляная стена-крепость, названная в честь Александра I
- Каменная стена-крепость, названная в честь его жены императрицы Елизаветы
- Земляная стена-крепость, названная в честь полководца Барклая-де-Толли.

Из них до наших дней сохранились лишь остатки каменных стен Елизаветинской крепости, расположенной вблизи устья реки Ваимеа, стены двух других крепостей, расположенных близи устья реки Ханалеи, были земляные и размылись.

## Закрытие колонии на Кауаи
6 (18) сентября 1816 «Авон» с подлинниками соглашений Шеффера и Каумуалии отплыл в Ново-Архангельск. Копии документов Шеффер отослал в Петербург с просьбой прислать два военных корабля.
Баранов, однако, отказался от покупки «Авона», а Шефферу запретил «входить в каковые-либо дальнейшие спекуляции», заявив, что не может одобрить его действий без получения разрешения главного правления. Тем временем в сентябре 1816 под давлением Камеамеа I была оставлена фактория, построенная в его владениях. Американцы построили на землях Каумуалии свою факторию и, стремясь вытеснить русских, перекупали все товары, обещанные им королём. Они даже предприняли попытку спустить российский флаг в селении Ваимеа (Кауаи), но знамя защитили воины Каумуалии.
Наконец американцы и европейцы объявили Каумуалии и островитянам, что ведут войну с русскими и, если русские не будут изгнаны с островов, приведут 5 военных кораблей. Из-под командования Шеффера ушли почти все находившиеся у него на службе американцы и англичане. 17 (29) июня 1817 после вооруженного столкновения, в котором трое русских и несколько гавайцев были убиты, Шеффер и его люди были вынуждены покинуть остров на кораблях «Ильмень» и «Мирт-Кадьяк». «Ильмень» был отправлен за помощью в Ново-Архангельск, а на потрёпанном «Мирт-Кадьяке» Шеффер отплыл в Гонолулу, откуда капитан Льюис на «Пантере» 7 (19) июля забрал Шеффера в Кантон (Гуанчжоу).

## Последствия

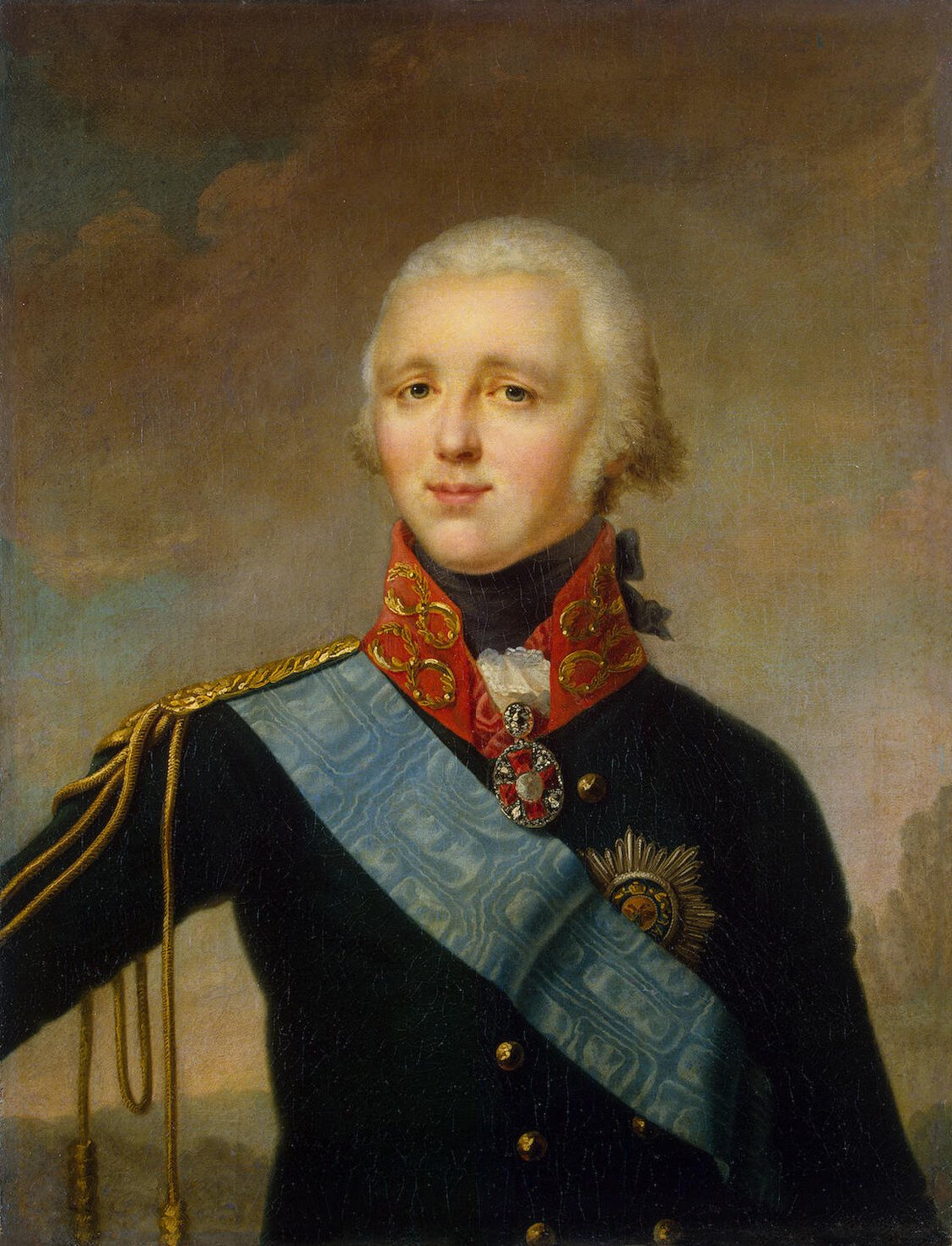
Александр I

Направленное в Главное правление Российско-американской компании Барановым послание Шеффера достигло адресата лишь 14 (26) августа 1817. Хоть и желая превращения островов в российскую колонию, но не решаясь действовать самостоятельно, директора компании В. В. Крамер и А. И. Северин направили донесение императору и министру иностранных дел К. В. Нессельроде. В феврале 1818 Нессельроде изложил окончательное решение:

Государь император изволит полагать, что приобретение сих островов и добровольное их поступление в его покровительство не только не может принесть России никакой существенной пользы, но, напротив, во многих отношениях сопряжено с весьма важными неудобствами. И потому Его величеству угодно, чтобы королю Томари[3], изъявя всю возможную приветливость и желание сохранить с ним приязненные сношения, от него помянутого акта не принимать, а только ограничиться постановлением с ним вышеупомянутых благоприязненных сношений и действовать к распространению с Сандвичевыми островами торговых оборотов Американской компании, поколику оные сообразны будут сему порядку дел
Подобное решение находилось в соответствии с общим направлением политики России того времени. Отказываясь от приобретений на Тихом океане, Александр I рассчитывал удержать Великобританию от захватов территории распадающейся Испанской колониальной империи. Кроме того, правительство не хотело ухудшать отношения с США перед началом переговоров по включению их в состав Священного союза.
Российско-американская компания, таким образом, ничего не приобрела от действий Шеффера, в то же время понеся ущерб в размере 200 тыс.руб. Получить эту сумму с не имевшего средств Шеффера правление не сочло возможным, и в 1819 году просто уволило его. В конце 1818 Шеффер прибыл в Россию и подал императору записку, в которой призывал к захвату всех Гавайских островов и описывал ожидаемые выгоды от такого предприятия. Записку проанализировали Министерство иностранных дел, Департамент мануфактур и внутренней торговли, Российско-Американская компания, после чего вновь был дан отрицательный ответ.
Несмотря на успех агрессивных действий американцев и вердикт правительства, Российско-Американская компания не оставляла надежды утвердить своё влияние на архипелаге. Главное правление отправило управляющему колоний инструкцию склонить Каумуалии к «установлению дружбы» и позволению русским поселиться на Ниихау, «всего же лучше, ежели бы он сей остров продал компании… Приобретение сего острова тем важно для компании, что он есть самый ближайший к колониям и, будучи малолюден, менее представляет опасности от кичливости жителей». Л. А. Гагемейстер и М. И. Муравьёв отнеслись к инструкции скептически, подвергнув сомнению выгодность торговли с Гавайями, а в 1821 и Главное правление фактически признало архипелаг сферой американского влияния и переключилось на калифорнийское направление.
Последнюю попытку убедить правительство присоединить Гавайи предпринял российский консул в Маниле П. Добелл. Он побывал на островах в 1819—1820 годах и нашёл Гавайское королевство раздираемым внутренними смутами. Камеамеа II, наследник умершего в 1819 году Камеамеа I, просил Александра I оказать ему «помощь и покровительство… для поддержания власти и престола»[4]. В своих письмах Александру I и Нессельроде Добелл утверждал, что присоединение Гавайев потребно даже для сохранения имеющихся у России владений. Однако ответа он не получил.

## Дальнейшая судьба крепости

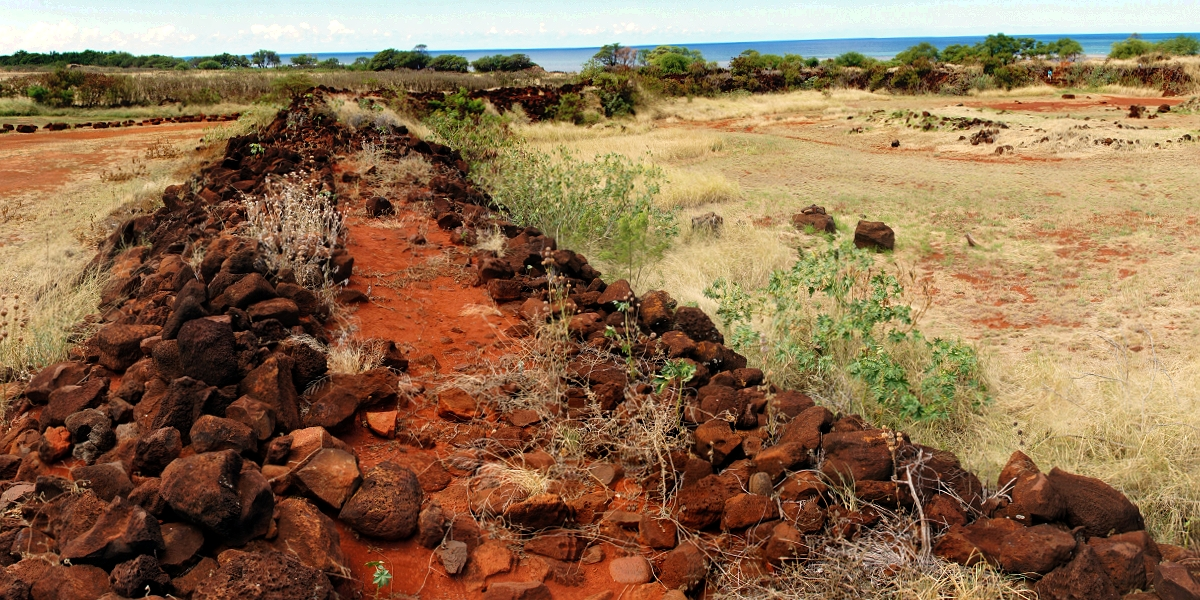
Стены крепости, 2017

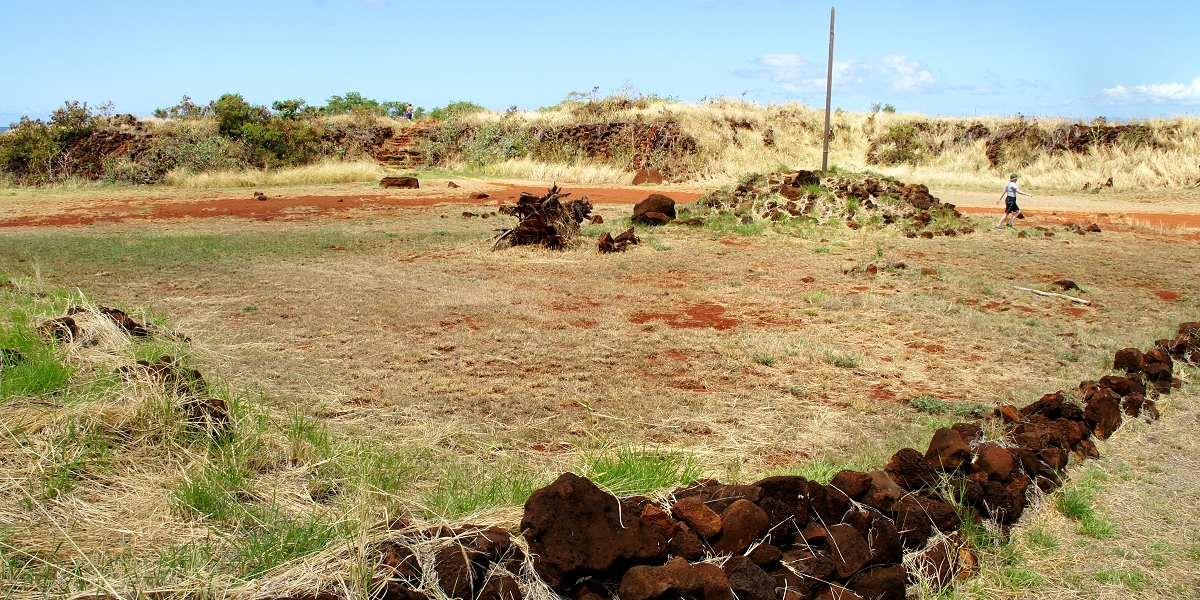
Внутри крепости,2017

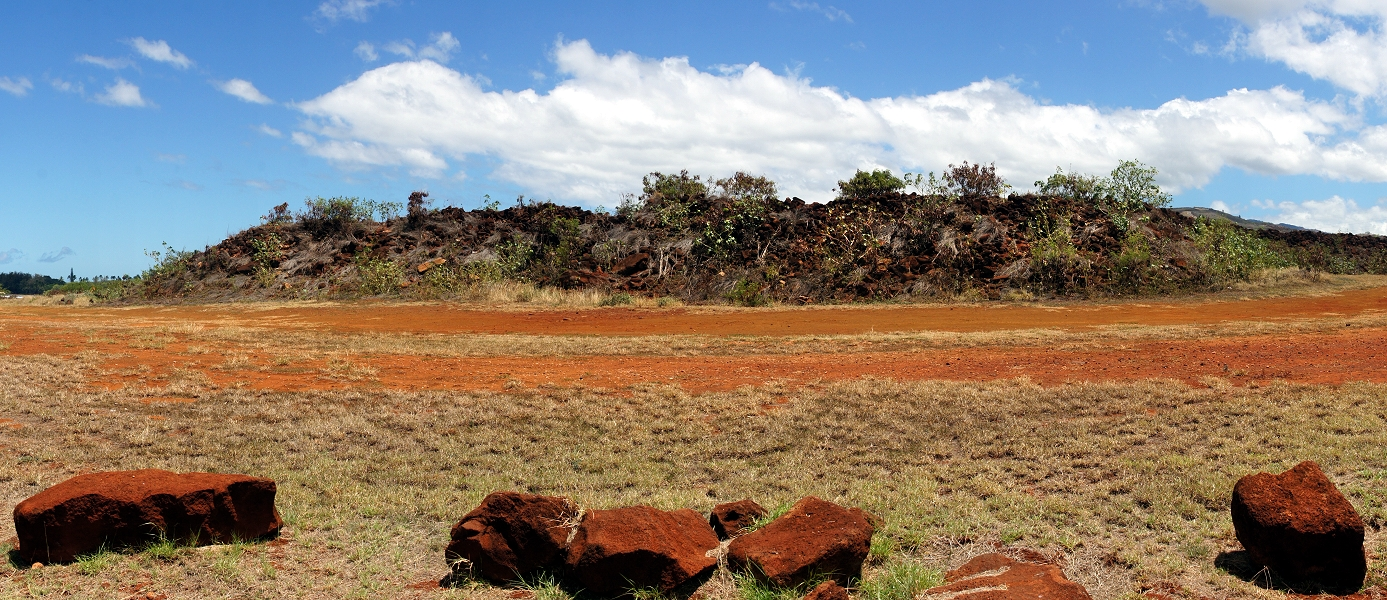
Внешний вид, 2017

Крепость использовалась Гавайским королевством до 1864 года под названием Форт-Хипо (гав. Pa`ula`ula o Hipo), после чего была оставлена.
В 1966 её руины были объявлены Национальным историческим памятником США. В настоящее время на 7 гектарах вокруг крепости размещается исторический парк «Российский форт Елизаветы» (англ. Russian Fort Elizabeth State Historical Park Russian Fort Elizabeth — Государственный исторический парк «форт Елисавета»).

### Двухсотлетие крепости и ежегодный форум
В России и в США в 2017 году отмечено 200-летие российских построек на острове Кауаи. В ознаменование этих событий в ноябре 2017 года на острове Кауаи прошли юбилейные мероприятия, среди них научный форум, круглый стол, торжественная церемония, презентации графически-восстановленных поселений и книг о русской истории Кауаи и выставка.
На форуме участвовали во всестороннем обсуждении вопросов сохранения крепости более 100 представителей различных заинтересованных сторон. Главным решением форума стало — превращение остатков Елизаветинской крепости в историко-культурный центр по изучению, сохранению и популяризации российско-американского наследия с созданием необходимой инфраструктуры. Решено проводить форум на постоянной основе для целей координации деятельности заинтересованных сторон в деле сохранения российско-американского наследия на острове Кауаи.